# Eupithecia fasciata
Eupithecia fasciata là một loài bướm đêm trong họ Geometridae.